# Blok sowiogórski

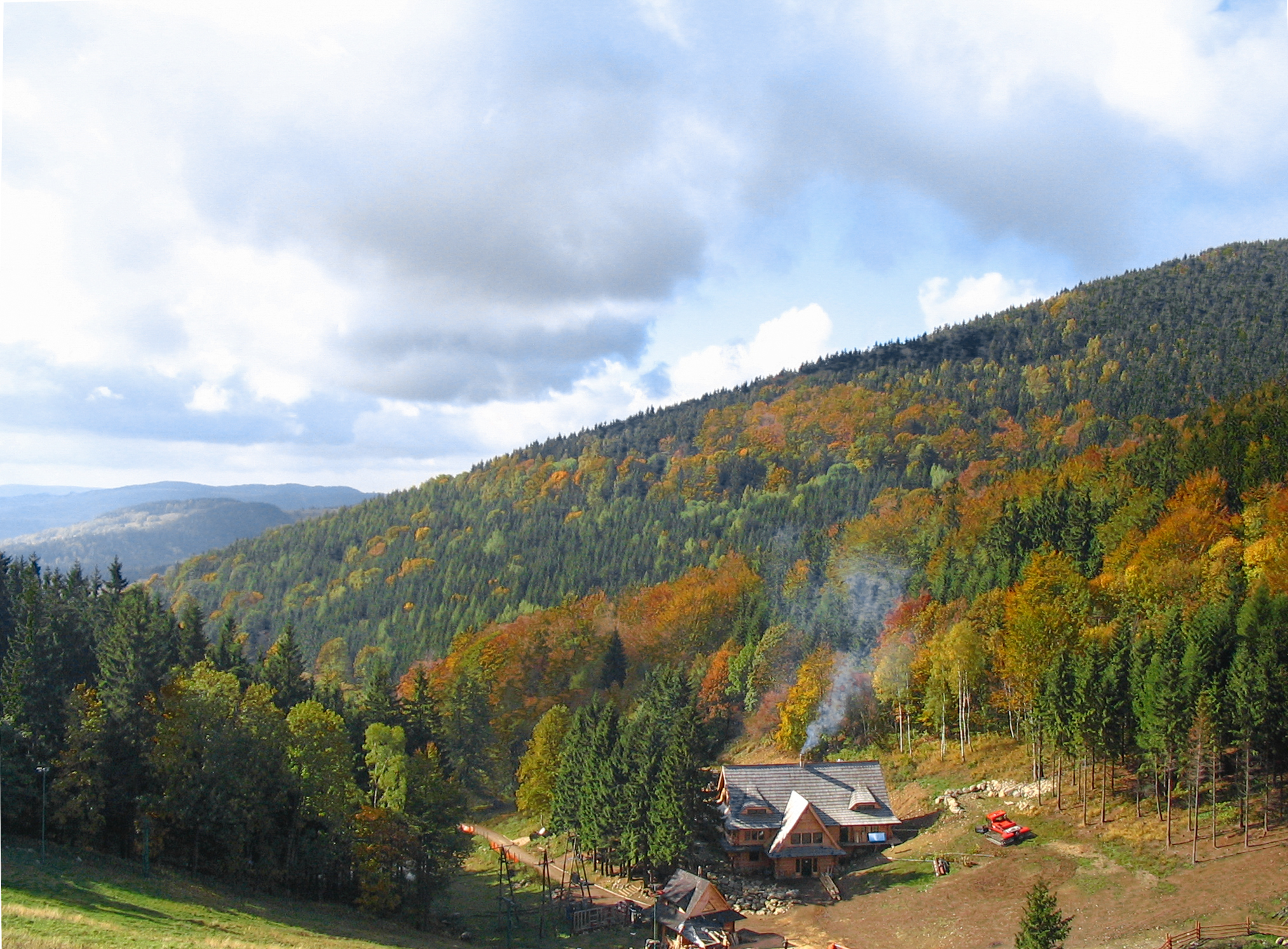
Widok z Zygmuntówki

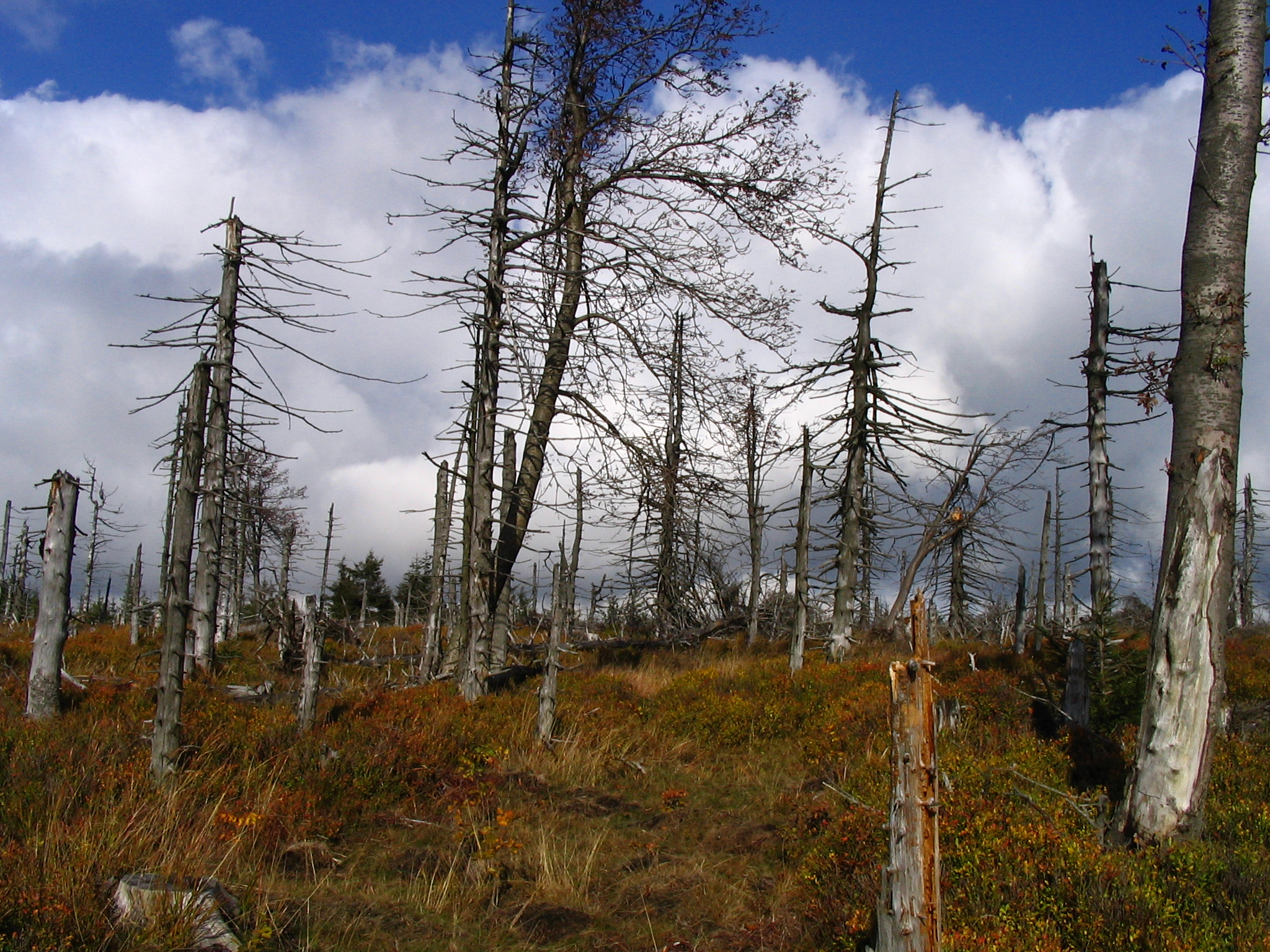
Las w Górach Sowich

Blok sowiogórski, zwany również krą sowiogórską – jednostka geologiczna w Sudetach i bloku przedsudeckim (Przedgórzu Sudeckim), przecięta uskokiem sudeckim brzeżnym. Na obszarze Sudetów od północnego zachodu graniczy z depresją Świebodzic, od południowego zachodu i południa z niecką śródsudecką, od południowego wschodu ze strukturą bardzką. Na obszarze bloku przedsudeckiego (Przedgórza Sudeckiego) graniczy od północy z masywem Gogołów-Jordanów, a od wschodu ze strefą Niemczy.
Blok sowiogórski uważany jest za oderwany i wypiętrzony fragment moldanubskiej formacji skalnej Masywu Czeskiego. Posiada on kształt trójkąta o powierzchni ok. 600 km², którego wierzchołki wyznaczają: Szczawno-Zdrój na zachodzie, Sokolniki na północnym wschodzie oraz Srebrna Góra na południowym wschodzie. Wszystkie granice mają charakter tektoniczny. Granicom tym towarzyszą intruzje młodoassyntyjskich skał zasadowych, wśród których dominują serpentynity, gabra i diabazy.
Sudecki uskok brzeżny przebiegający na linii Witoszów Górny (pn. zach.) – Srebrna Góra (pd. wsch.) dzieli blok sowiogórski na dwie nierówne części. Mniejsza część południowa (o powierzchni ok. 200 km²), tworzy zasadniczy zrąb Gór Sowich i fragmenty Pogórza Wałbrzyskiego, a także Gór Czarnych w obrębie Gór Wałbrzyskich. Część północna leży na Przedgórzu Sudeckim – Obniżeniu Podsudeckim oraz fragmentach Równiny Świdnickiej, Wzgórz Niemczańsko-Strzelińskich i Obniżenia Otmuchowskiego.
Blok sowiogórski zbudowany jest ze skał metamorficznych – głównie gnejsów i migmatytów, którym towarzyszą granity, amfibolity, serpentynity, granulity i pegmatyty. W jego obrębie, na starszym podłożu, występują także młodsze skały osadowe karbońskie – piaskowce, mułowce i zlepieńce, tworzące tzw. "kulm sowiogórski".